# Regular-Irregular
Regular-Irregular — первый студийный альбом южнокорейского бой-бенда NCT 127 второго юнита NCT. Альбом был выпущен 12 октября 2018 года лэйблом SM Entertainment и распространен IRIVER. Это первый корейский крупный релиз NCT 127 за год и четыре месяца с момента их предыдущего мини-альбома, Cherry Bomb, который был выпущен в июне 2017 года. Альбом состоит из одиннадцать треков включая ведущий сингл «Regular».
Это их первый релиз в качестве группы из десяти членов с момента добавления Чону в сентябре 2018 года. После его выпуска Regular-Irregular достиг коммерческого успеха как в Южной Корее, так и в других странах. Альбом дебютировал на вершине чарта Gaon Album и стал одним из немногих релизов, которые продержались дольше одной недели на № 1 в 2018 году. Кроме того, он дебютировал на № 86 в американском Billboard 200 на неделе 27 октября 2018 года, став, таким образом, первым альбомом NCT 127 в чарте.
Это также самый высокий чартовый релиз группы в чартах загрузочных альбомов Великобритании и Франции и первый альбом в австралийском цифровом альбомном чарте.
Переиздание альбома,  Regulate , была выпущена 23 ноября 2018 года вместе с его ведущим синглом «Simon Says».

## Предпосылки и релиз

### Regular-Irregular
17 сентября на аккаунте группы в Twitter был выпущен тизер-ролик, в котором показаны вспышки слов «regular» и «irregular», а также новый логотип NCT 127. Позже в тот же день SM Entertainment объявили о добавлении Чону в группу и о том, что NCT 127 выпустят свой первый полноформатный альбом Regular-Irregular 12 октября. После объявления NCT 127 вошли в социальную сеть Billboard 50 под номером пять на неделю 29 сентября. Фото и видео тизеры были выпущены с 18 сентября по 11 октября.
8 октября NCT 127 выпустили клип на английскую версию своего нового сингла «Regular», который знаменует собой первую англоязычную песню группы. Музыкальное видео для корейской версии «Regular» был выпущен 11 октября. Альбом был выпущен 12 октября.

### Regulate
13 ноября 2018 года NCT 127 объявили о выпуске переиздания альбома, который сопровождался тизерами участников. Альбом и его ведущий сингл «Simon Says», выпущенный 23 ноября 2018 года.

## Промоушен

### Reguler-Irregular
NCT 127 запустили рекламные акции для альбома в США с телевизионным продвиждением и партнерством с Apple Music.
Они исполнили свой новый сингл «Regular», а также «Cherry Bomb» на концерте Джимми Киммел в прямом эфире концертная серия под открытым небом 8 октября, в честь их дебюта на телевидении в США; Группа также появилась на церемонии вручения American Music Awards 2018 года.
NCT 127 также были объявлены в качестве исполнителя Apple Music 'Up Next'; группа была представлена на платформах Apple, включая короткометражный фильм о группе и их музыке, видео о хореографии только для Apple Music и интервью Beats 1.

### Regulate
22 ноября было объявлено, что ВинВин не будет участвовать в промоушене Regulate, поскольку он готовился к дебюту в китайской группе.

## Приём

### Regular-Iregular
В положительном обзоре Billboard похвалил альбом за демонстрацию мастерства группы благодаря разнообразию звуков и экспериментальному подходу к концепции альбома, помогая укрепить их стиль.

### Regulate
10 декабря было объявлено, что «Simon Says» стала первой песней группы, которая заняла первое место в чарте продаж цифровых песен в США.

## Трек-лист
| №                   | Название                                         | Текст песни                          | Музыка                                                         | Длительность |
| ------------------- | ------------------------------------------------ | ------------------------------------ | -------------------------------------------------------------- | ------------ |
| 1.                  | «City 127» (지금 우리, jigeum uri)               | JQ Moon Hee-yeon Taeyong Mark        | The Stereotypes Micah Powell Clarence Coffee Jr. Taeyong       | 3:19         |
| 2.                  | «Regular»                                        | Coogie Tommy $trate Taeyong Mark     | Mike Daley Mitchell Owens Vedo George Kranz Yoo Young-jin      | 3:37         |
| 3.                  | «Replay (PM 01:27)»                              | Bang Hye-hyun                        | LDN Noise Varren Wade                                          | 3:39         |
| 4.                  | «Knock On»                                       | Zaya Kim Min-ji                      | J. Roston MZMC                                                 | 3:25         |
| 5.                  | «No Longer» (나의 모든 순간, naye modeun sungan) | Hwang Hyun                           | Andreas Oberg Simon Petren Gustav Karlstrom Onesta Esna        | 4:57         |
| 6.                  | «Interlude: Regular to Irregular»                |                                      | Kim Kyung-min Hitchhiker                                       | 3:10         |
| 7.                  | «My Van» (내 Van, nae van)                       | Kim Dong-hyun Taeyong Mark           | Kim Dong-hyun 250                                              | 3:26         |
| 8.                  | «Come Back» (악몽, akmong)                       | Bong Eunyoung Ryu Dasom Taeyong Mark | Mike Daley Mitchell Owens Deez Michael Jiminez Tay Jasper MZMC | 3:25         |
| 9.                  | «Fly Away with Me» (신기루, shingiru)            | Kang Eun-jung Hwang Yoo-bin          | Rory Andrew Francesco Yates Jenna Andrews Dylan Pace-Rodriguez | 3:32         |
| 10.                 | «Regular» (English version)                      | Vedo Taeyong Mark                    | Mike Daley Mitchell Owens Vedo George Kranz Yoo Young-jin      | 3:39         |
| 11.                 | «Run Back 2 U» (bonus track)                     | Kim Min-seok Double Dragon           | Donald "haZEL" Sales Double Dragon                             | 3:39         |
| Общая длительность: | Общая длительность:                              | Общая длительность:                  | Общая длительность:                                            | 40:02        |

| №                   | Название                                          | Текст песни                                             | Музыка                                                         | Длительность |
| ------------------- | ------------------------------------------------- | ------------------------------------------------------- | -------------------------------------------------------------- | ------------ |
| 1.                  | «City 127» (지금 우리, jigeum uri)                | JQ Moon Hee-yeon Taeyong Mark                           | The Stereotypes Micah Powell Clarence Coffee Jr. Taeyong       | 3:19         |
| 2.                  | «Regular»                                         | Coogie Tommy $trate Taeyong Mark                        | Mike Daley Mitchell Owens Vedo George Kranz Yoo Young-jin      | 3:37         |
| 3.                  | «Replay (PM 01:27)»                               | Bang Hye-hyun                                           | LDN Noise Varren Wade                                          | 3:39         |
| 4.                  | «Welcome to My Playground»                        | Seo Ji-eum Ra.D BrotherSu Taeyong Mark                  | Johan Gustafsson Ra.D BrotherSu                                | 3:59         |
| 5.                  | «Knock On»                                        | Zaya Kim Min-ji                                         | J. Roston MZMC                                                 | 3:25         |
| 6.                  | «No Longer» (나의 모든 순간, neoye modeun sungan) | Hwang Hyun                                              | Andreas Oberg Simon Petren Gustav Karlstrom Onesta Esna        | 4:57         |
| 7.                  | «My Van» (내 van, nae van)                        | Kim Dong-hyun Taeyong Mark                              | Kim Dong-hyun 250                                              | 3:26         |
| 8.                  | «Interlude: Regular to Irregular»                 |                                                         | Kim Kyung-min Hitchhiker                                       | 3:10         |
| 9.                  | «Simon Says»                                      | Anne Judith Wik Ronny Svendsen Bobii Lewis Jin Suk Choi | Anne Judith Wik Ronny Svendsen Bobii Lewis Jin Suk Choi        | 3:19         |
| 10.                 | «Come Back» (악몽, akmong)                        | Bong Eunyoung Ryu Dasom Taeyong Mark                    | Mike Daley Mitchell Owens Deez Michael Jiminez Tay Jasper MZMC | 3:25         |
| 11.                 | «Fly Away with Me» (신기루, shingiru)             | Kang Eun-jung Hwang Yoo-bin                             | Rory Andrew Francesco Yates Jenna Andrews Dylan Pace-Rodriguez | 3:32         |
| 12.                 | «Chain» (Korean version)                          | JQ Taeyong Mark                                         | 250 Albin Nordqvist                                            | 3:43         |
| 13.                 | «Regular» (English version)                       | Vedo Taeyong Mark                                       | Mike Daley Mitchell Owens Vedo George Kranz Yoo Young-jin      | 3:39         |
| 14.                 | «Run Back 2 U» (bonus track)                      | Kim Min-seok Double Dragon                              | Donald "haZEL" Sales Double Dragon                             | 3:39         |
| Общая длительность: | Общая длительность:                               | Общая длительность:                                     | Общая длительность:                                            | 51:00        |

Notes
- «Replay (PM 01:27)» участвуют: Тэиль, Джонни, Юта, Доён, Джехён, ВинВаин, Чону и ХэчанDoyoung, Jaehyun, Winwin, Jungwoo, and Haechan
- «No Longer» участвуют: Тэиль, Доён, Джехён, Чину и Хэчан
- «My Van» участвуют: Тэён, Юта, Джехён, Чону и Марк
- «Interlude: Regular to Irregular» участвуют: Джонни, Юта ВинВин и Чону.

## Чарты
| Чарты (2018)                            | Высшая позиция |
| --------------------------------------- | -------------- |
| Australian Digital Albums (ARIA)        | 19             |
| French Download Albums (SNEP)           | 43             |
| Japanese Weekly Albums (Oricon)         | 6              |
| Japanese Weekly Digital Albums (Oricon) | 5              |
| South Korean Albums (Gaon)              | 1              |
| UK Download Albums (OCC)                | 42             |
| США (Billboard 200)                     | 86             |
| США (Billboard Independent Albums)      | 5              |
| США (Billboard World Albums)            | 2              |
| US Top Album Sales (Billboard)          | 23             |

| Chart (2018)                | Position |
| --------------------------- | -------- |
| South Korean Albums (Gaon)  | 17       |
| US World Albums (Billboard) | 14       |

| Чарты (2018)                       | Высшая позиция |
| ---------------------------------- | -------------- |
| Singapore (RIAS)                   | 6              |
| South Korea (Gaon)                 | 92             |
| South Korea (Kpop Hot 100)         | 16             |
| US World Digital Songs (Billboard) | 2              |

| Чарты (2018)                       | Высшая позиция |
| ---------------------------------- | -------------- |
| New Zealand Hot Singles (RMNZ)     | 37             |
| South Korea (Kpop Hot 100)         | 39             |
| US World Digital Songs (Billboard) | 1              |

## Продажи
| Регион                    | Продажи  |
| ------------------------- | -------- |
| Южная Корея (Gaon)        | 292,341+ |
| Япония (Oricon)           | 14,137   |
| United States (Billboard) | 8,000    |

## Сертификация
| Регион                                                       | Сертификация | Продажи  |
| ------------------------------------------------------------ | ------------ | -------- |
| Республика Корея (KMCA)                                      | Платиновый   | 250 000^ |
| * Данные о продажах приведены только на основе сертификации. |              |          |

## Победы
| Песня     | Программа           | Дата             |
| --------- | ------------------- | ---------------- |
| «Regular» | The Show (SBS MTV)  | 16 октября, 2018 |
| «Regular» | The Show (SBS MTV)  | 23 октября, 2018 |
| «Regular» | M! Countdown (Mnet) | 25 октября, 2018 |
| «Regular» | Music Bank (KBS)    | 26 октября, 2018 |